# Брукс, Лэнс
Лэнс Брукс (англ. Lance Brooks; род. 1 января 1984, Нью-Берлин, Иллинойс) — американский легкоатлет, специалист по метанию диска. Выступал за сборную США по лёгкой атлетике в начале 2010-х годов, двукратный победитель национального чемпионата Соединённых Штатов, участник летних Олимпийских игр в Лондоне.

## Биография
Лэнс Брукс родился 1 января 1984 года в городе Нью-Берлин, штат Иллинойс. Был достаточно крупным ребёнком, на момент рождения имел рост 56,5 см и весил 4,5 кг.
Серьёзно заниматься спортом начал во время учёбы в четвёртом классе школы — играл в баскетбол в YMCA. В то время в школе ещё не было легкоатлетической команды, и родители Лэнса добились у школьного совета разрешения на создание команды из одного человека. Уже в следующем году в этой команде состояли более 50 учеников.
Поступив в старшую школу Нью-Берлина, Брукс сразу же вступил в местные бейсбольную и баскетбольную команды. Также выступил в нескольких легкоатлетических дисциплинах, наибольшего успеха добившись в метании диска. В какой-то момент он стал выигрывать практически все соревнования в метании диска, в которых принимал участие, а в своём выпускном году одержал победу на чемпионате штата. В школьные годы являлся увлечённым бойскаутом, получив на этом поприще ранг «Орла».
Продолжил занятия спортом в Университете Милликин в Декейтере — здесь так же состоял в баскетбольной и легкоатлетической командах. О карьере профессионального спортсмена в то время не задумывался, но установил рекорд университета в метании диска — 57,83 метра, успешно выступал в третьем дивизионе Национальной ассоциации студенческого спорта (NCAA).
В 2006 году окончил университет, получив степень бакалавра наук в области экологии, после чего переехал на постоянное жительство в Боулдер, штат Колорадо, где преподавал лёгкую атлетику в местной старшей школе. В течение одного семестра проходил обучение в Колорадском университете.
В 2008 году Брукс принял участие в национальном олимпийском квалификационном турнире в Юджине, но не попал в тройку призёров и не стал членом сборной.
В 2009 году занял четвёртое место на чемпионате США в Юджине, не сумев отобраться на чемпионат мира.
В 2010 году обновил свой личный рекорд до 64,79 метра, с этим результатом по окончании сезона расположился в мировом рейтинге на 24-й позиции.
На чемпионате США 2011 года выиграл бронзовую медаль, метнув диск на 63,42 метра. Позднее отметился выступлением на чемпионате мира в Тэгу (61,07).
На олимпийском квалификационном турнире 2012 года в Юджине, проходившем в условиях сильного дождя, Брукс лидировал в течение всех шести раундов, метая диск дальше 64 метров. Однако, несмотря на явное преимущество и очевидную победу в турнире, он рисковал пропустить предстоящую Олимпиаду, поскольку к этому моменту до сих пор не выполнил олимпийский квалификационный норматив в 65 метров. В последней шестой попытке ему всё же удалось метнуть диск на 65,15 метра — таким образом он с новым личным рекордом впервые стал чемпионом США и получил право представлять страну на летних Олимпийских играх в Лондоне. «Мне нужно было просто успокоиться перед своей последней попыткой. Я просто взял минутный перерыв, расслабился и попытался не нервничать, ведь именно из-за этого мои четвёртая и пятая попытки оказались провальными. Я знал, что этот бросок мне по силам, нужно было просто его выполнить». На Играх в первой попытке Брукс метнул диск на 61,17 метра, в двух других попытках не смог улучшить этот результат — по итогам предварительного квалификационного этапа занял 21-е место и, поскольку в финал проходили только 12 спортсменов, выбыл из дальнейшей борьбы за медали. Тренер Стив Деотремонт отмечал, что его подопечный не смог показать достойного результата из-за незначительных огрехов в технике. Брукс согласился с этим, сказав также, что в целом доволен своим выступлением.
После лондонской Олимпиады Лэнс Брукс остался действующим спортсменом и продолжил принимать участие в различных легкоатлетических турнирах. Так, в 2013 году с результатом 62,29 метра он одержал победу на чемпионате США в Де-Мойне, выступил на чемпионате мира в Москве (59,08).
Завершил спортивную карьеру по окончании сезона 2018 года.
Впоследствии постоянно проживал в Денвере, где в течение двух сезонов работал тренером по метаниям в старшей школе Cherry Creek High School. Завершив спортивную карьеру, устроился в строительную компанию, занимающуюся бетонными работами. В интервью он говорил по этому поводу следующее: «Конечно эта работа не так хороша в сравнении с лёгкой атлетикой, но она позволяет оплачивать счета. Ты должен делать то, что должен».